# Edward Smith (konstnär)
Edward Smith, född 1923, död 1988, var en amerikansk målare.
Smith studerade vid Art Students League i New York samt som stipendiat vid École des Beaux-Arts i Paris och Royal Academy i London. Efter studierna bosatte han sig några år i slutet av 1950-talet i Sverige. Tillsammans med Stig Sellén ställde han ut på Sturegalleriet 1957 och tillsammans med Clifford Wright och Clifford Jackson på Galleri Brinken 1958 och han medverkade i några svenska grupputställningar. Förutom i Sverige ställde han ut separat i London och Paris i början av 1950-talet.  Hans konst består av målningar i en halvabstrakt stil med industri- hamn och arkitekturmotiv.